# Taking Back Sunday
Taking Back Sunday é uma banda de pop punk de Amityville, Long Island, New York. Os membros atuais são Adam Lazzara, Eddie Reyes, Mark O'Connell e Shaun Cooper e John Nolan. Taking Back Sunday é considerada a banda mais popular entre os usuários do livejournal.com, que é listada em interesses.

## História

### Início (2001-2003)
Seu primeiro lançamento foi em 2001, com o Taking Back Sunday EP. Nessa época, os integrantes da banda eram Antonio Longo no vocal, John Nolan como guitarrista e backing vocal, Eddie Reyes também como guitarrista (o fundador original da banda), Adam Lazzara no baixo e Mark O'Connell na bateria. Este CD era distribuído em shows, mas nunca alcançou sucesso, de fato. Com uma sucessão de mudanças (Antonio Longo deixou a banda. Shaun Cooper ocupou o lugar de Adam Lazzara, que ocupou o lugar de Longo). Foi produzido outro álbum, o Tell All Your Friends, por Sal Villaneuva. Este álbum deu à banda o primeiro gostinho do sucesso. Depois de seu lançamento, Taking Back Sunday passou a tocar com bandas como Brand New e The Used e também começou a tocar, em 2003 na Vans Warped Tour. A próxima mudança na formação ocorreu quando o vocalista e guitarrista John Nolan e o baixista Shaun Cooper deixaram a banda e criaram a sua própria: Straylight Run. Por essas mudanças, o futuro da banda estava em jogo, porém com a entrada do guitarrista e back vocal Fred Mascherino e o baixista Matt Rubano, a banda estabilizou-se.

### Where You Want to Be (2004-2006)
O ano de 2004 provou ser um sucesso para a banda, que abriu um show para o Blink 182 e era uma das principais atrações da Vans Warped Tour. Além disso, seu segundo álbum, Where You Want to Be, foi lançado em 27 de Julho de 2004 pela Victory Records. Este álbum, sendo ligeiramente diferente de Tell All Your Friends e de seu primeiro lançamento, tendia a ter ótimas vendas. Através da música A Decade Under the Influence, Where You Want to Be estreou na terceira posição do ranking de álbuns do Billboard 200, com a venda de aproximadamente 163 mil cópias. Taking Back Sunday conseguiu maior prestígio através de suas aparições (no dia do lançamento de Where You Want to Be) nos programas Jimmy Kimmel Live e Loveline e também da participação na trilha sonora de Homem Aranha 2 com This Photograph Is Proof (I Know You Know). Eles também participaram da trilha sonora de Elektra e do video game Fantastics Four, com Your Own Disaster e Error Operator, respectivamente.

### Louder Now (2006-2009)
Em 25 de abril de 2006, lançaram seu terceiro álbum, chamado Louder Now, pela Warner Bros Records. Este álbum espelha-se nos álbuns anteriores, porém com um som mais refinado. Louder Now vazou na internet em 19 de Abril de 2006 e a banda ganhou mais destaque aparecendo nos programas The Tonight Show, Jimmy Kimmel Live e Late Night With Conan O'Brien. Após isso, a banda participou do festival inglês Give It a Name. A banda tocou no Manchester Evening News Arena no sábado (29 de Abril) e no London Earls Court no Domingo (30). Durante a primeira música no Earls Court, Adam acidentalmente acertou a cabeça de Matt Rubano enquanto girava seu microfone. Ele foi rapidamente levado ao backstage, onde teve tratamento médico. Algum tempo depois, Rubano voltou ao palco com a cabeça enfaixada e muito sangue no rosto. A banda lançou o single seguinte à MakeDamnSure em 21 de Agosto de 2006, Twenty-Twenty Surgery no Reino Unido. Seu clipe mostra Adam Lazzara como Johnny Cash.
Embarcaram na turnê norte-americana em 22 de Fevereiro de 2007 com Bryce Jordan Center na University Park com bandas como Underoath e Armor for Sleep. Nessa turnê foram resgatadas algumas músicas antigas e tocaram Brooklyn (If You See Something, Say Something) pela primeira vez ao vivo. Em Abril de 2007 eles acompanhara Lostprophets em sua turnê no Reino Unido, também com Aiden. Foi confirmado pelo Linkin Park que a banda fará parte da turnê Projekt Revolution com eles, My Chemical Romance, Placebo, HIM, Saosin e outras.

### New Again (2009-2011)
Após a turnê, Adam confirmou em seu Myspace o nome do quarto álbum, New Again. Segundo ele, esse nome foi escolhido pois sentiu que eram uma banda nova. Foi o primeiro e único álbum que incluia Matthew Fazzi após a saída de Fred Mascherino em 2007. O disco ficou na sétima posição da Billboard 200, vendendo mais de 48,000 cópias apenas nos Estados Unidos
Em janeiro de 2009 o Taking Back Sunday acusou a banda brasileira NX Zero de ter plagiado o refrão de sua música MakeDamnSure na música Daqui pra Frente. Não foi aberto nenhum processo judicial, a acusação foi feita apenas através de um vídeo divulgado na internet. Os integrantes do NX Zero se recusaram a falar sobre o assunto.

## Discografia
Álbuns de estúdio
- 2002: Tell All Your Friends
- 2004: Where You Want to Be
- 2006: Louder Now
- 2009: New Again
- 2011: Taking Back Sunday
- 2014: Happiness is

Compilações
- 2007: Notes from the Past

EP
- 2001: Taking Back Sunday EP
- 2001: Lullaby EP
- 2002: The Tell All Your Friends Demo